# 福托維日
51°53′18″N 34°11′51″E / 51.88833°N 34.19750°E
福托維日（烏克蘭語：Фотовиж）是位於烏克蘭東北部的村莊，由蘇梅州紹斯特卡區的埃斯曼市鎮負責管轄。該村處於斯維薩河畔，分別距離穆拉韋伊尼亞1.5公里、紅維什基、希羅凱和斯莫利内2.5公里，海拔高度186米，2001年人口291。